# Ellen Marissink
Ellen Marissink (Heeten, 24 mei 1990) is een Nederlands voetballer die sinds 2008 speelt voor Be Quick '28.

## Carrière
Marissink begon met voetbal bij SV Heeten in haar geboorteplaats. Later maakte ze de overstap naar OZC uit Ommen. In seizoen 2007/08 ging ze daarnaast ook in de jeugdopleiding van FC Twente spelen. Na dat seizoen koos ze ervoor om verder te gaan bij Be Quick '28, dat uitkomt in de Hoofdklasse. In seizoen 2010/11 maakte ze voor FC Zwolle haar debuut in de Eredivisie Vrouwen, dankzij het samenwerkingsverband dat de club met Be Quick '28 heeft.

## Statistieken
| Seizoen | Club         | Land      | Competitie  | Wedstrijden | Doelpunten |
| ------- | ------------ | --------- | ----------- | ----------- | ---------- |
| 2008/09 | Be Quick '28 | Nederland | Hoofdklasse | -           | -          |
| 2009/10 | Be Quick '28 | Nederland | Hoofdklasse | -           | -          |
| 2010/11 | Be Quick '28 | Nederland | Hoofdklasse | -           | -          |
| 2010/11 | FC Zwolle    | Nederland | Eredivisie  | 2           | 0          |